# ボクシトゴルスク地区
ボクシトゴルスク地区(ロシア語: Бокситогорский район)とは、ロシア連邦レニングラード州を構成する17の地区（ラヨン）の一つ。面積は7200km2。地区の中心地はボクシトゴルスク。地区の中心地を除いた人口は: 15,695 (2010年調査); 17,698 (2002); 49,452 (1989年調査).

## 行政区画
- 町 (地区の管轄下):
  - ボクシトゴルスク (Бокситогорск)
  - ピカリョヴォ (Пикалёво)
- 都市型集落 (地区の管轄下):
  - エフィモブスキー (Ефимовский)

その他、地区の管轄下に14の農村（volosts）。